# فيكتوريا بيكهام
فيكتوريا كارولين بيكهام (من مواليد 17 أبريل 1974)، مصممة أزياء ومغنية وشخصية تلفزيونية إنجليزية وزوجة لاعب كرة القدم الإنجليزي ديفيد بيكهام لاعب نادي مانشستر يونايتد الإنجليزي سابقًا. اكتسبت شهرة خلال التسعينيات كعضو في مجموعة فتيات سبايس جيرلز الغنائية، وحصلت على لقب "بوش سبايس". باعت الفرقة أكثر من 100 مليون نسخة في جميع أنحاء العالم، مما جعلها المجموعة الغنائية النسائية الأكثر مبيعًا على الإطلاق. بعد انقسام فرقة سبايس جيرلز في عام 2001، وقعت فيكتوريا عقد مع شركة تسجيلات فيرجن، وأصدرت ألبومها الفردي الأول بعنوان (فيكتوريا بيكهام)، والذي احتوى على اثنتين من أفضل 10 أغاني فردية في المملكة المتحدة.
لعبت فيكتوريا دور البطولة في خمسة أفلام وثائقية رسمية وعروض واقعية، بما في ذلك أسرار فيكتوريا (Victoria's Secrets) عام 2000، كوني فيكتوريا بيكهام (Being Victoria Beckham) عام 2002، بيكهام الحقيقي (The Real Beckhams) عام 2003، فيكتوريا بيكهام قادمة إلى أمريكا (Victoria Beckham: Coming to America) عام 2007، كما ظهرت في إحدى حلقات مسلسل بيتي القبيحة عام (2007)، وحلت ضيفة في برنامج بروجيكت رانواي (2008)، وبرنامج العارضة التالية من ألمانيا (2009)، وبرنامج أمريكان آيدول (2010).
اشتهرت فيكتوريا عالميًا كرمز مميز للأناقة وشخصية بارزة في عالم تصميم الأزياء، فبعد تعاون رفيع المستوى مع علامات تجارية أخرى، أطلقت علامتها التجارية التي تحمل اسمها في عام 2008 وعلامة تجارية أخرى منخفضة السعر في عام 2011. حازت علامة فيكتوريا بيكهام التجارية على تقدير كأفضل علامة تجارية مصممة لهذا العام في المملكة المتحدة في عام 2011. وبحلول عام 2012، أصبحت العلامة التجارية الأفضل أداءًا ومبيعًا لعائلة بيكهام. كتبت بليندا وايت في صحيفة ديلي تلغراف في عام 2011 أن انتقال فيكتوريا من كونها زوجة للاعب كرة قدم إلى مصممة أزياء كان أكثر نجاحًا مما توقعه معظم الناس، قائلة: "لقد جمعت فيكتوريا عددًا كبيرًا من المشاهير المتابعين وفازت أيضًا بمجتمع الموضة الذي كان ينتقدها سابقًا، والذي أصبح اليوم يطالب بتذكرة لحضور عرض الأزياء نصف السنوي الخاص بها في أسبوع الموضة في نيويورك.

## حياتها
ولدت فيكتوريا في مستشفى الأميرة ألكسندرا في هارلو في المملكة المتحدة، ونشأت في جوفس أوك في هارتفوردشير. كان والدها أنتوني ويليام آدامز مهندس إلكترونيات بينما عملت والدتها جاكلين دورين كاتبة تأمين ومصففة شعر سابقة، فيكتوريا هي الإبنة الكبرى من بين ثلاثة أطفال. أسس والداها شركة لبيع الإلكترونيات بالجملة والتي ساهمت بتنشئة مريحة لفيكتوريا وأختها لويز وشقيقها كريستيان آدامز. كان جد جد فيكتوريا هو الفنان والثوري الألماني كارل هاينريش بفاندر، أما جدها الأكبر فهو السياسي ويليام بفاندر من مينيسوتا.
بعد مشاهدتها للفيلم الموسيقي الشهرة (Fame) في عام 1980 قررت أن تكمل مسيرتها الموسيقية. سجلها والداها جاكلين وأنتوني آدامز في مدرسة جيسون ثيتر. في عام 1991 التحقت فيكتوريا بكلية لين لفنون المسرح في إبسوم ودرست الرقص والأزياء، ثم التحقت بمدرسة سانت ماري الثانوية في تشيشونت، كانت تشعر بالحرج من ثروة أسرتها وكثيراً ما توسلت إلى والدها ألا يوصلها إلى المدرسة بسيارة رولز رويس. في النهاية أصبحت فيكتوريا عضو في فرقة تسمى Persuasion.

## مسيرتها الفنية

### 1994-2000: سبايس جيرلز
في مارس 1994، نجحت فيكتوريا في اختبارات الأداء لإعلان ظهر في صحيفة المسرح (The Stage) وكان يبحث عن فتيات يجسدن صفات معينة مثل الذكاء والانفتاح والطموح والقدرة على الغناء والرقص. في عام 1994 انضمت فيكتوريا إلى مجموعة سبايس جيرلز الغنائية النسائية، وعُرفت خلال التسجيلات التي سبقت زواجها باسم فيكتوريا آدمز. كانت أول أغنية منفردة للمجموعة تسمى "Wannabe" (1996)، وعملت جنبًا إلى جنب مع جيري هاليويل، وإيما بونتون، وميلاني براون وميلاني سي. احتلت الأغنية المرتبة الأولى في المملكة المتحدة والولايات المتحدة و35 دولة أخرى، تبعها ثمانية أغانٍ فردية أخرى من ألبوماتهم Spice وSpiceworld و Forever. حصل كل عضو في المجموعة على لقب من وسائل الإعلام وأطلق على فيكتوريا لقب "بوش سبايس". تميزت فرقة سبايس جيرلز بأنها المجموعة النسائية الأكثر مبيعًا في التاريخ ، حيث باعت أكثر من 80 مليون نسخة على مستوى العالم.
بعد صدور ألبومهم الثالث بعنوان (إلى الأبد) والذي حصل على المركز الثاني في المملكة المتحدة لكنه كان أقل نجاحًا بكثير من الألبومات السابقة توقفت فرقة سبايس جيرلز عن التسجيل معًا، وتحول تركيزهم نحو متابعة أعمالهم الفردية.

### 2000-2002: فيكتوريا بيكهام
في 14 أغسطس 2000، طرحت فيكتوريا بيكهام أولى أغنياتها المنفردة بعنوان «Out of Your Mind»، بالتعاون مع داين باورز وثنائي تروستِبّرز. وقد تزامن إصدار الأغنية مع طرح أغنية «Groovejet (If This Ain't Love)» من أداء سبيلر وبمشاركة صوفي إيليس-باكستور، ما أدى إلى منافسة غنائية احتدمت على المراتب الأولى في التصنيفات، وأطلقت عليها الصحف الصفراء لقب «المعركة بين بوش وبوشَر»، في إشارة إلى اللقب الشائع لبيكهام "بوش سبايس" ومنافستها ذات الطابع الأرستقراطي.
وقبل طرح الأغنية رسميًا، ظهرت بيكهام لأول مرة كفنانة منفردة أمام الجمهور في 8 يوليو 2000، خلال حفل خيري أُقيم في حديقة هايد بارك بلندن لصالح مؤسسة أمير ويلز "برينسز تراست"، وقد أدّت خلاله أغنية «Out of Your Mind» أمام جمهور قُدّر عدده بمئة ألف شخص.
عقب ذلك، وقّعت بيكهام عقدًا مع شركة "فيرجن ريكوردز"، التي كانت أيضًا الجهة المنتجة لأعمال فرقة "سبايس غيرلز". ثم أصدرت ثاني أغنياتها المنفردة بعنوان «Not Such An Innocent Girl» في 17 سبتمبر 2001. ومرة أخرى، دخلت في منافسة ترويجية كبيرة، هذه المرة ضد أغنية «Can't Get You Out of My Head» للمغنية كايلي مينوغ. وعلى الرغم من الحملة الدعائية الواسعة، فقد تفوقت مينوغ بفارق كبير في المبيعات، حيث تجاوزت مبيعاتها مبيعات بيكهام بنسبة ثمانية إلى واحد، فيما دخلت أغنية بيكهام تصنيف الأغاني البريطانية في المركز السادس.
في الأول من أكتوبر 2001، صدر ألبومها الأول الذي حمل عنوان «Victoria Beckham»، وبلغ المركز العاشر في تصنيف ألبومات المملكة المتحدة. وقد بلغت كلفة إنتاج الألبوم – وفق تقارير – حوالي خمسة ملايين جنيه إسترليني، غير أن مبيعاته لم تتجاوز خمسين ألف نسخة، وهو رقم اعتُبر محدودًا بالنظر إلى حجم الاستثمار.
الأغنية الثانية والأخيرة التي صدرت من الألبوم كانت «A Mind of Its Own»، وطرحت في 11 فبراير 2002، وبلغت المركز السادس في التصنيف البريطاني، وحققت مبيعات قُدّرت بـ56,500 نسخة. وسرعان ما راجت شائعات مفادها أن بيكهام ستُستبعد من شركتها المنتجة بسبب إخفاقها في دخول المراتب الثلاث الأولى، غير أن هذه المزاعم نُفيت بشدة في حينه، حيث صرّحت بيكهام قائلة: "أنتم تعرفون كيف تتعامل الصحف، فهي تميل دومًا إلى تضخيم السلبيات، لكن من وجهة نظري، ومن وجهة نظر الشركة، كل شيء يسير على ما يرام."
كانت هناك خطط لطرح أغنية ثالثة بعنوان «I Wish»، وهي نسخة مُعدّلة تتضمن مشاركة الفنان روبي كريغ، وقد أدّتها بيكهام في برنامج Friday Night's All Wright، إلا أن إصدارها الرسمي لم يتم، وذلك عقب إعلانها عن حملها الثاني، مما أدى إلى تعليق المشروع. وفي وقت لاحق، أفادت تقارير صحفية أن شركة "فيرجن ريكوردز" قد أنهت علاقتها بكل من فيكتوريا بيكهام، وإيما بانتون، وميلاين بي من عضوات "سبايس غيرلز". إلا أن متحدثة باسم بيكهام نفت تلك التقارير، موضحة أن: "أحدًا لم يتم الاستغناء عنه. عقد فيرجن وصل إلى نهايته الطبيعية، وقرّر الطرفان عدم تجديده."

### 2002-2004: ألبومات لم تصدر وإصدارات فردية نهائية
في عام 2002، وقّعت فيكتوريا بيكهام عقدًا مع شركة "تيلستار ريكوردز" وإدارة "19 مانجمنت"، بلغت قيمته 1.5 مليون جنيه إسترليني. وفي العام نفسه، بدأت العمل على تسجيل ألبوم يحمل طابع الإلكتروبوب، وكان من المقرر أن يحمل عنوانًا مبدئيًا هو «Open Your Eyes».
غير أنها، وفي سعيها إلى تقديم أسلوب أكثر قربًا من الموسيقى الحضرية، شرعت في العام التالي بالتعاون مع المنتج ديمون داش لتسجيل أغانٍ متأثرة بموسيقى الآر أند بي والهيب هوب، وذلك لألبوم جديد حمل عنوانًا مبدئيًا هو «Come Together». وقد أُطلقت إحدى الأغنيات المنتَجة ضمن هذا المشروع، وهي «It’s That Simple»، بمشاركة فرقة الراب M.O.P، على عدد من المحطات الإذاعية في يوليو 2003 بصفتها أغنية ترويجية، لكنها لاقت آراءً متباينة من النقاد والجمهور.
أما أول إصدار رسمي لبيكهام مع "تيلستار"، فكان أغنية مزدوجة الجانبين بعنوان «Let Your Head Go / This Groove»، وطرحت في المملكة المتحدة في 29 ديسمبر 2003، وجمعت بين عملين من المشروعين السابقين: «Let Your Head Go» من ألبوم Open Your Eyes، و«This Groove» من ألبوم Come Together. وقد حظيت هذه الإصدارة بترويج واسع وظهور مكثف على شاشات التلفزيون خلال فترة أعياد الميلاد، وبلغت المركز الثالث في تصنيف الأغاني البريطانية.
خارج المملكة المتحدة، كان سايمون فولر – مدير أعمال بيكهام – يخطط، وفق تقارير، لتسويق موسيقاها في السوق الأمريكية. إلا أن شركة "تيلستار" أعلنت إفلاسها في أبريل 2004، ما أدى إلى إلغاء المشروعين بالكامل. وعلى إثر ذلك، وبعد شعورها بخيبة أمل نتيجة ما وصفته بالوقت الضائع في الاستوديو، قررت بيكهام التخلّي عن مسيرتها الموسيقية والتركيز على مجال تصميم الأزياء.

### 2007-2012: العودة إلى سبايس جيرلز
في عام 2007، اجتمعت فرقة "سبايس غيرلز" من جديد، وأعلنت عن نيتها القيام بجولة فنية لمّ الشمل، ويُقال إن كل واحدة من العضوات قد حصلت على عشرة ملايين جنيه إسترليني (ما يعادل نحو 20 مليون دولار أمريكي) لقاء مشاركتها في الجولة. وكانت فيكتوريا بيكهام قد صرّحت في وقت سابق أن عضوات الفرقة كنّ يستمتعن بمسيراتهن الفردية في مجالات مختلفة، قائلة: "ما زلنا جميعًا نقوم بأعمالنا الخاصة."
وقد صدر ألبوم «Greatest Hits» في مطلع نوفمبر 2007، بينما انطلقت الجولة الغنائية في 2 ديسمبر من العام ذاته. وعند بدء الجولة، قالت بيكهام: "كنت أرغب أن يرى أطفالي أن أمهم كانت نجمة بوب. لقد كانت الفرصة الأخيرة لهم ليقفوا وسط حشد من الناس يصرخون من أجل سبايس غيرلز." وعندما قامت بتغيير لون شعرها إلى البني استعدادًا للجولة، ذكرت أن أبناءها قالوا على الفور: "يا إلهي، إنها بوش سبايس. لقد عادت."
وقد أخرج المخرج بوب سميتُن فيلمًا وثائقيًا رسميًا عن الجولة بعنوان «Spice Girls: Giving You Everything»، عُرض أولًا على قناة Fox8 الأسترالية، ثم بُث في المملكة المتحدة على قناة BBC One بتاريخ 31 ديسمبر 2007. وإلى جانب الجولة الناجحة التي بيعت تذاكرها بالكامل، تعاقدت الفرقة على الظهور في إعلانات لسلسلة متاجر "تيسكو"، مقابل مليون جنيه إسترليني لكل عضوة.
في أكتوبر 2009، أفادت تقارير صحفية أن الفرقة كانت بصدد إطلاق برنامج واقعي يهدف إلى اختيار ممثلات لأداء أدوار عضوات الفرقة في عرض مسرحي موسيقي. وفي العام التالي، تعاونت المنتجة جودي كرايمر مع "سبايس غيرلز" وسايمون فولر لتطوير عرض موسيقي بعنوان «Viva Forever!». وفي 26 يونيو 2012، اجتمعت العضوات الخمس في مؤتمر صحفي بلندن للإعلان عن إطلاق العرض. وقد افتُتح العرض رسميًا في مسرح بيكاديللي بحي ويست إند في 11 ديسمبر 2012.
وفي 12 أغسطس 2012، وبعد الكثير من التكهّنات، شاركت فيكتوريا بيكهام مع فرقة "سبايس غيرلز" في أداء ميدلي غنائي من أغنيتي «Wannabe» و**«Spice Up Your Life»** خلال الحفل الختامي لدورة الألعاب الأولمبية الصيفية لعام 2012، في لمّ شمل خاص بالمناسبة. وقد شكّلت هذه اللحظة الحدث الأكثر تداولًا على موقع تويتر خلال الحفل، حيث تجاوز عدد التغريدات المتعلقة بها 116,000 تغريدة في الدقيقة الواحدة.
وفي عام 2019، اجتمعت الفرقة مرة أخرى لجولة جديدة، لكن فيكتوريا بيكهام اختارت عدم المشاركة، مفضّلة التركيز على علامتها في مجال الأزياء. وعندما سألتها مقدمة البرامج الأمريكية إلين ديجينيرس عن سبب امتناعها عن الانضمام إلى الجولة، أجابت: "لم أشعر أن ذلك هو القرار الصائب. [لكن] سأبقى دائمًا بوش سبايس، دائمًا."

## الأزياء
ظهرت فيكتوريا كضيف على منصة عرض أزياء ماريا جراتشفوجل في 17 فبراير 2000 ، مسجلة أول ظهور لها كعارضة أزياء في أسبوع الموضة في لندن. عملت فيكتوريا أيضًا كسفيرة بريطانية لشركة دولتشي أند غابانا وكانت لفترة وجيزة في عام 2003 الوجه الإعلامي لشركة الأزياء الأمريكية روكا وير. في عام 2004 صممت فيكتوريا إصدارًا محدودًا لخط أزياء شركة روك آند ريبابليك يُدعى في بي روكس، تألف من مجموعة بارزة من الجينز بيع بالتجزئة بسعر 300 دولار تقريبًا في الولايات المتحدة.
في 16 يناير 2006، شاركت فيكتوريا بيكهام في عرض أزياء المصمم روبرتو كافالي خلال أسبوع الموضة في ميلانو، وقد تولّى كافالي لاحقًا تصميم إطلالاتها بشكل حصري في المناسبات الرسمية والفعاليات الاجتماعية لفترة من الزمن. وفي عدد مارس 2006 من مجلة هاربرز بازار، تولّت بيكهام دور محررة الموضة، حيث أشرفت على تنسيق جلسة تصوير لصديقتها المقرّبة كايتي هولمز.
أعربت بيكهام عن شغفها الشخصي بالنظارات الشمسية، قائلة: "أنا مهووسة جدًا بالنظارات. أجمع نظارات غوتشي وكاريرا القديمة – فهي قادرة على أن تضفي لمسة أناقة على أي زي تقريبًا."
بعد انتهاء تعاونها مع علامة Rock & Republic في سبتمبر 2006، وسّعت بيكهام أنشطتها في مجال الأزياء بإطلاق علامتها الخاصة بالجينز تحت اسم dvb Style، كما أطلقت موقعها الإلكتروني الرسمي dvbstyle.com للترويج لأعمالها في مجال الموضة.
في 14 يونيو 2007، طرحت مجموعة dvb Denim في متجر ساكس فيفث أفينيو في نيويورك، كما قدّمت مجموعتها من النظارات الشمسية في السوق الأمريكية للمرة الأولى. وفي الشهر ذاته، شاركت بيكهام لأول مرة في أسبوع الموضة السنوي لخريجي الجامعات في لندن بصفتها عضوًا في لجنة التحكيم إلى جانب غليندا بيلي (رئيسة تحرير هاربرز بازار) وألبير إلباز من دار لانفان، لاختيار الفائز بجائزة ريفر آيلاند غولد التي تبلغ قيمتها 20 ألف جنيه إسترليني.
في أغسطس 2007، طُرح عطر Intimately Beckham في الأسواق الأمريكية، وهو واحد من أكثر من عشرين عطرًا أطلقته بيكهام وزوجها ديفيد بيكهام على مدار السنوات. وفي سبتمبر من العام نفسه، أطلقت مجموعة مستحضرات التجميل الخاصة بها بعنوان V-Sculpt في العاصمة اليابانية طوكيو.
وفي ظهور لها خلال مؤتمر صحفي لنادي لوس أنجلوس غالاكسي في عام 2007، يُنسب إلى بيكهام الفضل في الترويج لما عُرف بفستان "القمر" للمصمم رولان موريه، والذي ساهم بشكل كبير في شهرة المصمم وعلامته التجارية. كما أصبحت وجه الحملة الإعلانية لمجموعة مارك جاكوبس لربيع 2008.
ظهرت بيكهام على أغلفة العديد من المجلات المتخصصة في الموضة، من بينها مجلة i-D في عام 2004، ومجلة W في عام 2007. وكان أول ظهور لها على غلاف مجلة فوغ في عدد أبريل 2008 من النسخة البريطانية، تلته إطلالات أخرى في نسخ فوغ الهندية، والفرنسية، والألمانية، والروسية، والأسترالية، والتركية، والتايوانية، والصينية، والإسبانية. كما ظهرت على أغلفة نسخ دولية مختلفة من مجلتي هاربرز بازار وإيل.

### إطلاق علامة الأزياء
أطلقت فيكتوريا بيكهام علامتها التي تحمل اسمها في سبتمبر 2008. وبحلول عام 2011، أصبحت من الأسماء الثابتة في أسبوع الموضة في نيويورك، كما أطلقت خطًا فرعيًا بأسعار أقل حمل اسم Victoria by Victoria Beckham. وخلال الربع الأول من عام 2011–2012، توقّعت التقديرات أن تحقق العلامة مبيعات سنوية تتجاوز 60 مليون جنيه إسترليني. كانت العلامة في بداياتها معروفة بتصميم الفساتين الفاخرة، إلا أنها توسعت لاحقًا لتشمل قطعًا منفصلة وحقائب يد فاخرة يصل سعر بعضها إلى 18,000 جنيه إسترليني. وإلى جانب الخط الرئيسي وخط الأزياء الفرعي، تواصل علامة "فيكتوريا بيكهام" تقديم خطوط مستقلة للملابس المصنوعة من الدنيم، والنظارات، والعطور.
وفي نوفمبر 2011، نالت فيكتوريا بيكهام جائزة أفضل علامة تجارية لمصمّم ضمن جوائز الموضة البريطانية، تقديرًا لإنجازاتها في مجال التصميم. وفي سبتمبر 2012، كانت بيكهام أكثر مصمّمة أزياء جرى الحديث عنها على منصة "تويتر" خلال أسبوع الموضة في نيويورك، وقد اكتسب حسابها الرسمي حينها 57,000 متابع جديد، بحسب تقرير صادر عن مجموعة The Whispr Group. وفي مقال نُشر في صحيفة ذا إندبندنت في فبراير 2014، وصف ألكسندر فيوري التحول الذي شهدته بيكهام من كونها مجرد اسم مشهور إلى مصمّمة تحظى بالاحترام في الوسط المهني، مستشهدًا بمشاركتها مؤخرًا في تحرير عدد من مجلة فوغ الفرنسية، وبمساهمتها المرتقبة في حلقة نقاشية إلى جانب عميد مدرسة بارسونز للتصميم في نيويورك. وخلص المقال إلى أن نجاح العلامة يعود إلى جاذبية التصاميم بحد ذاتها، وليس إلى شهرة صاحبتها فحسب.
في عام 2017، تعاونت بيكهام مع سلسلة تارجت لإطلاق مجموعة جديدة تضم مقاسات متنوعة للسيدات من XS حتى 3X، كما قدمت خطًا جديدًا لملابس الأطفال. وفي عام 2018، كُشف عن مجموعتها ضمن أسبوع الموضة في لندن، خلافًا لما جرت عليه العادة من عرضها في نيويورك. وفي عام 2019، أكد متحدث باسم العلامة أن الخط سيبقى خاليًا من الفراء، وأُعلن كذلك أن مجموعة خريف/شتاء من العام ذاته ستكون خالية تمامًا من الجلود الغريبة أو الفاخرة.

### الصعوبات التجارية
رغم حضورها الاجتماعي الواسع، لم تحقق علامة فيكتوريا بيكهام في مجال الأزياء نجاحًا تجاريًا ملموسًا. ففي عام 2018، كانت العلامة تتكبد خسائر يومية تُقدّر بنحو 4,000 جنيه إسترليني. وفي نوفمبر 2019، أفادت هيئة الإذاعة البريطانية (BBC) بأن "شركة الأزياء التابعة لفيكتوريا بيكهام سجلت خسارة سنوية جديدة، بعدما شهد الطلب على منتجات المصممة وعضوة سبايس غيرلز السابقة تباطؤًا في النمو". فقد أظهرت التقارير أن شركة Victoria Beckham Limited، التي لم تُسجّل أي أرباح منذ تأسيسها عام 2008، تكبّدت خسائر بلغت 12.3 مليون جنيه إسترليني في عام 2018، بينما تراجعت المبيعات بنسبة 16% إلى 35 مليون جنيه، نتيجة لانخفاض الطلب من تجار الجملة.
وصرّح رئيس مجلس الإدارة، رالف توليدانو، بأن مبيعات الملابس والإكسسوارات قد استقرت بعد سنوات من النمو، قائلاً: "كان الأداء متوافقًا مع توقعاتنا، لذلك لم يُفاجئنا. هدفنا هو الوصول إلى الربحية في أسرع وقت ممكن"، وذلك في مقابلة مع مجلة Business of Fashion المتخصصة. وكانت بيكهام قد أطلقت علامتها عام 2008 بمجموعة من الفساتين الفاخرة، وتوسّعت لاحقًا لتشمل الأزياء والإكسسوارات، وتُباع منتجاتها اليوم في أكثر من 400 متجر حول العالم. وبحلول عام 2022، كانت العلامة التجارية لفيكتوريا بيكهام قد راكمت ديونًا تُقدّر بـ54 مليون جنيه إسترليني.

### علامة "فيكتوريا بيكهام بيوتي"
في سبتمبر 2019، أطلقت فيكتوريا بيكهام علامة تجميل جديدة تحت اسم Victoria Beckham Beauty، بالتعاون مع الشريكة المؤسسة سارة كريل، وجرى الكشف عن العلامة خلال أسبوع الموضة في لندن. وقد أُنتجت مواد التغليف الثانوية للمنتجات من نفايات ما بعد الاستهلاك بنسبة 100%، أما مواد الشحن فهي قابلة لإعادة التدوير أو التحلل الحيوي. وقد وصفت بيكهام العلامة بأنها "فعّالة ونشطة، لكنها نظيفة ولطيفة في الوقت نفسه".
تضمّن أول خط إنتاجي للعلامة مجموعة من مستحضرات العيون، من بينها كحل العيون، وظلال عيون فردية، ولوحة ظلال عيون متعددة الألوان. وفي الشهر التالي، أُطلقت مجموعة من منتجات الشفاه، شملت صبغة شفاه وأقلام تحديد مقاومة للماء.

## التلفزيون

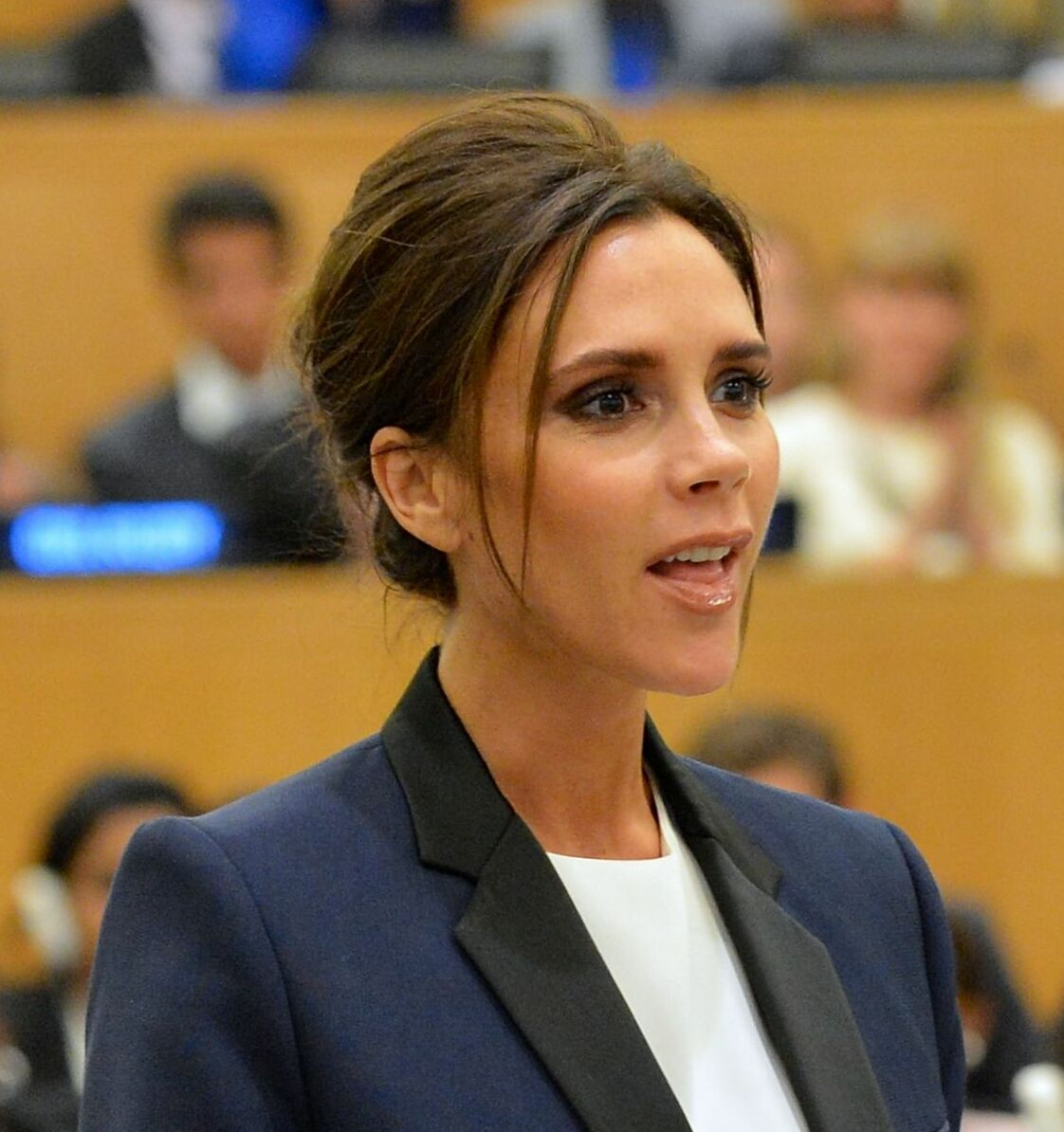
فيكتوريا تتحدث في مؤتمر عن (القضاء على مرض الإيدز بحلول عام 2030) في مقر الأمم المتحدة في نيويورك في سبتمبر 2014.

ظهرت فيكتوريا في خمسة أفلام وثائقية رسمية. الأول بتاريخ 11 يناير 2000 ويحمل اسم Victoria's Secrets وعرض فقط في المملكة المتحدة على القناة 4. ظهرت فيكتوريا في البرنامج تجري حوارات ومقابلات مع مشاهير بريطانيين مثل إلتون جون. عرض البرنامج الثاني بعنوان Being Victoria Beckham في مارس 2002 ناقشت فيه مسيرتها كفنانة منفردة مع إصدار ألبومها الأول، وعرضت أيضًا لقطات من جلسات التصوير المختلفة وجلسات التسجيل. اجتذب البرنامج الوثائقي جمهورًا قويًا بلغ 8.83 مليونًا.

## الكتب والمؤلفات
في 13 سبتمبر 2001، أصدرت فيكتوريا كتابها الأول بعنوان (تعلم الطيران). استوحت فيكتوريا عنوان الكتاب من مسرحية موسيقية بعنوان (الشهرة) والتي استمتعت بها فيكتوريا عندما كان طفلة. كان النص الذي ألهم فيكتوريا يقول: "سأعيش إلى الأبد، سأتعلم كيف أطير". يتحدث كتاب السيرة الذاتية عن طفولتها، والوقت الذي قضته مع فرقة سبايس جيرلز وزواجها وحياتها الأسرية، بالإضافة إلى حياتها المهنية في ذلك الوقت. كما وصفت اضطراب الأكل الذي تعاني منه والمرتبط بالحاجة إلى النحافة.[بحاجة لمصدر] أصبح كتاب "تعلم الطيران" ثالث أكثر الكتب غير الخيالية مبيعًا في عام 2001 وبلغ إجمالي مبيعاته في المملكة المتحدة أكثر من 500000 نسخة.
عندما صدر الكتاب لأول مرة، صعد على الفور إلى صدارة قوائم الكتب الأكثر مبيعُا بعد أربعة أسابيع فقط متجاوزًا كتاب روبي ويليامز الذي هبط إلى المركز الثاني. ساعد ظهور ضيف رفيع المستوى في إحدى حلقات برنامج الدردشة التلفزيوني (باركنسون) والتي شاهدها تسعة ملايين شخص في الترويج للكتاب. سعت مجلة هالو وصحيفة ديلي ميل وصحيفة ذا ميل أون صن دي لشراء حقوق معاينة الكتاب وتسلسله قبل نشره. يُعتقد أن الرقم المدفوع اقترب من مليون جنيه إسترليني.
نقل صحفي إسباني عن فيكتوريا في عام 2005 قولها: "لم أقرأ كتابًا في حياتي". أوضحت فيكتوريا لاحقًا أن هذا كان خطأ في الترجمة من اللغة الإسبانية الأصلية التي طُبعت فيها المقابلة، قائلة إنها ذكرت في الواقع أنها لم يكن لديها وقت لإنهاء قراءة كتاب لأنها كانت دائمًا مشغولة للغاية في رعاية أطفالها.

## القوة والتأثير
في عام 2007، احتلت فيكتوريا المرتبة 52 في قائمة أغنى امرأة في بريطانيا والمرتبة 19 في قائمة أغنى امرأة في بريطانيا مع زوجها ديفيد بثروة مشتركة تقدر بـ 112 مليون جنيه إسترليني (225 مليون دولار). وفقًا لصحيفة الغارديان فقد برزت شركة بيكهام فنتشرز (وهي شركة تابعة لمؤسسة أزياء فيكتوريا بيكهام) بكونها العلامة التجارية الأفضل أداءً في الشركات الثلاثة للعائلة في عام 2012، وكاد حجم مبيعاتها أن يضاهي حجم المبيعات الذي حققته شركة منافسة تركز على الترويج لعلامة ديفيد بيكهام التجارية.

## حياتها الخاصة
كانت فيكتوريا مخطوبة للكهربائي مارك وود وكانت على علاقة معه من عام 1988 إلى 1994. ثم أقامت علاقة مع الممثل الكندي كوري هيم في عام 1995 والتي انتهت بشروط متبادلة.

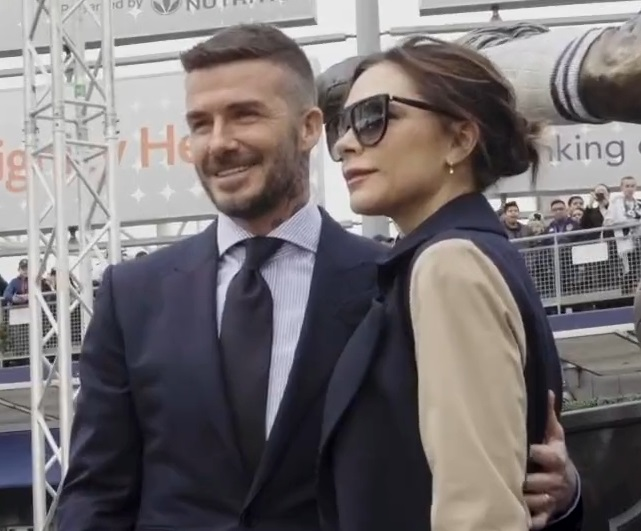
فيكتوريا مع زوجها ديفيد عام 2019.

في أوائل عام 1997 بدأت فيكتوريا في مواعدة لاعب كرة القدم ديفيد بيكهام بعد أن التقيا في مباراة خيرية لكرة القدم؛ قبل ذلك، كان ديفيد قد شاهد مقاطع الفيديو الموسيقية الخاصة بفيكتوريا وأخبر زملائه بأنه منجذب إليها، ومن المثير للاهتمام أن فيكتوريا وقبل بضعة أشهر كانت قد أعربت أيضًا عن رغبتها في مقابلة ديفيد خلال جلسة تصوير كرة القدم سبايس جيرلز، وبالصدفة، ارتدت طقم ناديه مانشستر يونايتد بسبب أن مدير الفرقة كان داعما للفريق. قالت فيكتوريا في اجتماعهم الأول: "لم أكن أعرف حقًا من هو. لم أكن أبدًا مهتمة بكرة القدم". أعلن الزوجان خطوبتهما في عام 1998 وأطلق عليهما الإعلام لقب "بوش آند بيكس".
تهوى فيكتوريا اقتناء حقائب اليد، وتمتلك أكثر من 100 حقيبة من صنع شركة هيرميس باريس، بما في ذلك حقيبة وردية رائعة بقيمة 100000 جنيه إسترليني. تقدر قيمة المجموعة الكاملة بأكثر من 1.5 مليون جنيه إسترليني. اعتبارًا من مايو 2019، قدرت الثروة المشتركة للزوجين بـ 355 مليون جنيه إسترليني.

### الزواج والأطفال
في 4 يوليو 1999، تزوجت فيكتوريا وديفيد في قلعة لوتريلستاون في أيرلندا وأجرى مراسم القران أسقف كورك بول كولتون. حظي حفل الزفاف بالكثير من التغطية الإعلامية. كان زميل بيكهام غاري نيفيل هو إشبين العريس، وكان ابن الزوجين بروكلين البالغ من العمر أربعة أشهر هو حامل الخاتم. ابعدت معظم وسائل الإعلام عن الحفل لأن حقوق البث والتصوير كانت حصريًا لمجلة OK البريطانية، ولكن بعض الصور الفوتوغرافية المسربة أظهرت الزوجين يجلسان على عروش ذهبية. ارتدت فيكتوريا تاجًا من الماس صنعه لها مصمم المجوهرات سليم باريت. تم توظيف ما مجموعه 437 موظفًا في حفل الزفاف والذي قدرت تكلفته بـ 500،000 جنيه إسترليني (823،650 دولارًا أمريكيًا).
في عام 1999؛ اشترى الزوجان ما أصبح أشهر منزل لهما مقابل 2.5 مليون جنيه إسترليني؛ تم تجديد العقار الواقع على مساحة 24 فدانًا (9.7 هكتار) من الأرض بمبلغ 3 ملايين جنيه إسترليني وأطلق عليه فيما بعد اسم قصر بيكنغهام من قبل وسائل الإعلام. بيع العقار في عام 2014.
لدى فيكتوريا وديفيد بيكهام أربعة أطفال، ثلاثة ذكور وهم: بروكلين (مواليد 1999)، روميو (مواليد 2002)، وكروز (مواليد 2005)، وابنة (مواليد 2011).

## الاختطاف المزعوم والتهديدات بالقتل
في كانون الثاني (يناير) 2000، كشف بلاغ لمحققي شرطة سكوتلاند يارد عن مؤامرة لاختطاف فيكتوريا وبروكلين بيكهام واحتجازهما في منزل في هامبستيد، لندن. نُقلت الأسرة بعدها إلى مكان سري ، لكن لم يلقى القبض على أحد. في مارس من ذلك العام، تلقت فيكتوريا تهديدًا بالقتل قبل أدائها في حفل جوائز بريت مع فرقة سبايس جيرلز، وفي بروفة العرض ظهر ضوء ليزر أحمر على صدرها وتم إخراجها من المسرح. أدى اكتشاف أحد أبواب الحريق مفتوحًا إلى زيادة الشكوك حول وجود مهاجم محتمل، وكشفت فيكتوريا لاحقًا أنها كانت مرعوبة من التجربة. في نوفمبر 2002، ألقت السلطات القبض على خمسة أشخاص بعد أن نشرت إحدى الصحف الشعبية مؤامرة أخرى لاختطافها. تم إسقاط جميع التهم بعد اعتبار الشهود غير موثوق بهم.

## روابط خارجية
- فيكتوريا بيكهام على موقع IMDb (الإنجليزية)
- فيكتوريا بيكهام على موقع ميتاكريتيك (الإنجليزية)
- فيكتوريا بيكهام على موقع الموسوعة البريطانية (الإنجليزية)
- فيكتوريا بيكهام على موقع روتن توميتوز (الإنجليزية)
- فيكتوريا بيكهام على موقع مونزينجر (الألمانية)
- فيكتوريا بيكهام على موقع قاعدة بيانات الأفلام العربية
- فيكتوريا بيكهام على موقع ألو سيني (الفرنسية)
- فيكتوريا بيكهام على موقع ميوزك برينز (الإنجليزية)
- فيكتوريا بيكهام على موقع تيرنر كلاسيك موفيز (الإنجليزية)
- فيكتوريا بيكهام على موقع أول موفي (الإنجليزية)